# River Bottom
River Bottom – jednostka osadnicza w Stanach Zjednoczonych, w stanie Oklahoma, w hrabstwie Muskogee.